# تاريخ البريد العراقي

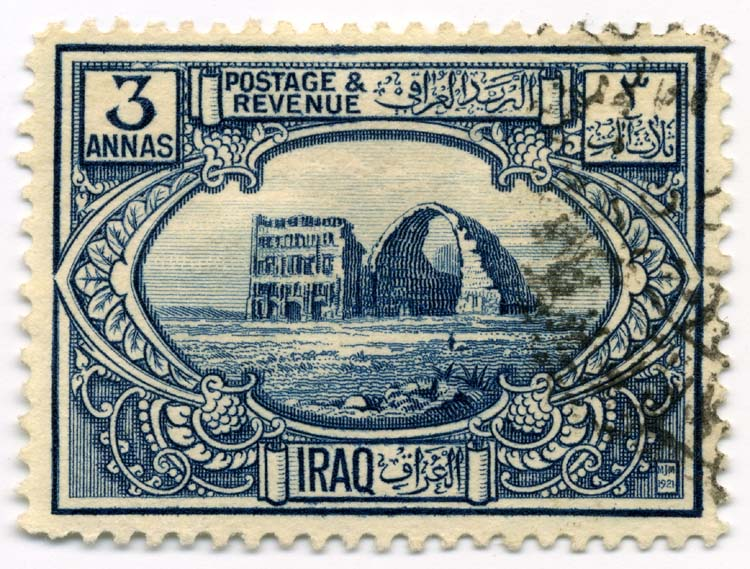
طابع بريدي عراقي صدر سنة 1923 بقيمة 3 آنات يظهر صورة لآثار طاك كسرى.

هذه دراسة حول الطوابع البريدية وتاريخ البريد العراقي.

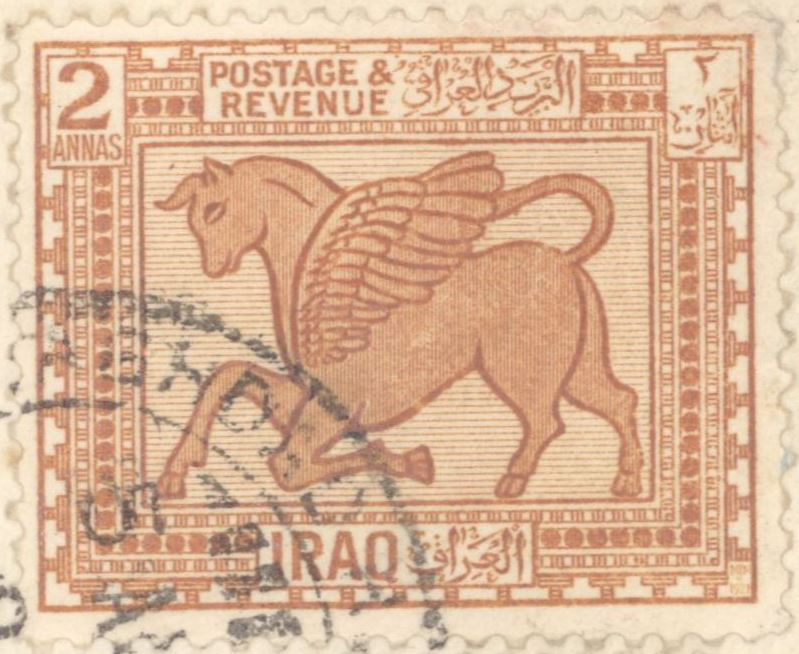
طابع بريدي عراقي يصور منحوته على جدار بابلي صدر عام 1923.

## الخدمة البريدية العثمانية
كان للدولة العثمانية مكاتب بريد في بغداد والبصرة والموصل وكركوك في حوالي السنة 1863. كانت الهند تدير مكاتب البريد في بغداد والبصرة منذ 1868 إلى 1914. خلال الحرب العالمية الأولى، حاربت القطعات الهندية والبريطانية طريقها من البصرة إلى الموصل؛ استخدموا طوابع ذات طبعة إضافية، مطبوعة عليها الرموز"I.E.F" في البريد العسكري.
استخدم البريطانيون طوابع ذات طبعة إضافية لتشكيلة مختلفة من الطوابع التركية خلال الاحتلال، مجموعة تعرف الآن تقليديا بما يسمى إصدار «بلاد مابين النهرين».

## الانتداب البريطاني
الخدمة البريدية في العراق بدأت بصورة صحيحة مع الانتداب البريطاني الذي منح لبريطانيا من قبل عصبة الأمم سنة 1920.
الطوابع البريدية الأولى للعراق كانت من تصميم إديث تشيزمان ومارجوري ماينارد، والتي تصور الفن والهندسة المعمارية العراقية التاريخية، ولم تصدر الطوابع حتى عام 1923. التشكيلة ذات 12 طابع تضم ثمانية تصاميم مختلفة تصور مناظر وصور من التاريخ القديم والوقت الحالي. وقد كانت مقيمة بالآنه والروبية الهندية، ومحاطة بالكلمات "العراق" و"البريد والدخل" بالغتين العربية والانكليزية. أول طابع عراقي كان يصور ملك العراق فيصل الأول، وقد كانت قيمته روبيه واحدة وأصدر في السنة 1921، تبعه بعد ذلك إصدار سلسلة ذات 13 قيمة سنة 1931.

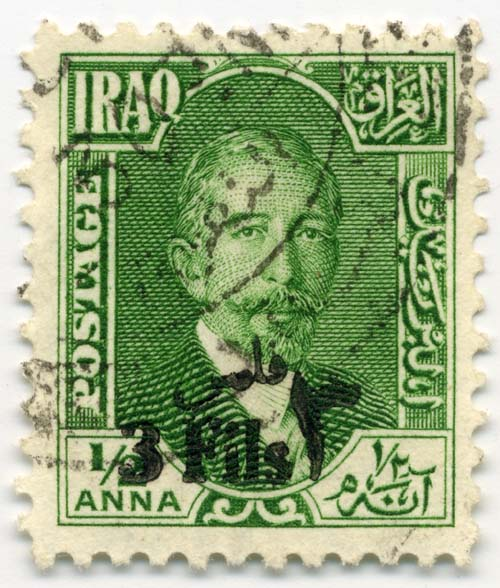
الملك فيصل الأول، طابع بقيمة نصف آنة بطبعة إضافية 3 فلس، صدر سنة 1932

## الاستقلال
ظهر بعد الاستقلال عملة جديدة (الفلس والدينار)، وتبعا لذلك طوابع الملك فيصل طبعت طبعات إضافية، وأُصدرت في الأول من نيسان/أبريل سنة 1932. وبعد ذلك بفترة قريبة (بعد 9 أيار/مايو) استبدلت هذه الطوابع بطوابع التصميم القيم، مقيمة بالعملة الجديدة. تسلم الملك غازي للعرش كان يتطلب طوابع جديدة، والتي ظهرت سنة 1934؛ وقد كان لها نفس تصميم طوابع الملك فيصل، ولكن بصورة جانبية للملك غازي في الوسط.
بسبب الموت المفاجئ للملك غازي وقصور سن ابنه فيصل الثاني، في سنة 1941 تم إصدار سلسلة جديدة تبين نقشة محلية، بالإضافة إلى الوان وقيم جديدة تم إصدارها في السنة اللاحقة، تضم السلسة 23 طابع. كذلك في سنة 1942 تم إصدار أول طابع يظهر الملك فيصل الثاني وهو طفل، ويظهر بعدها في سن المراهقة في السلسلة اللاحقة والتي تم إصدارها سنة 1948.

## أول الطوابع التذكارية
أول طابع تذكاري عراقي صدر سنة 1949 ليسجل الذكرى الخامسة والسبعين للاتحاد البريدي العالمي. تتويج الملك فيصل سنة 1953 كان قد سجل أيضا بإصدار تشكيلة من 3 طوابع، مع بطاقة. آخر طوابع الملك فيصل كان قد ظهر بصورة جزئية قبل ثورة 1958، وجمع الطوابع التي اصدرت ولم تصدر كانت مطبوعة طبعة إضافية.

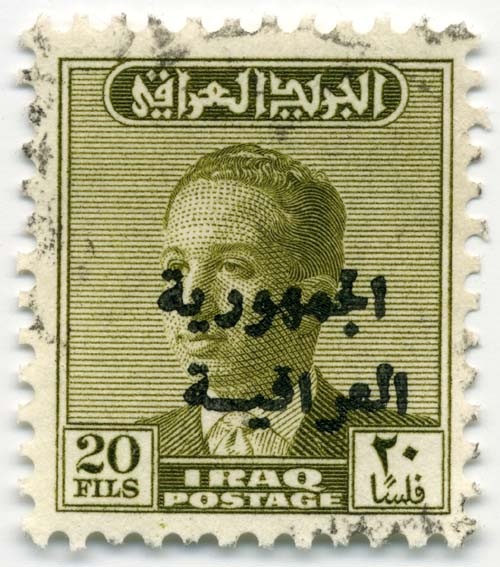
الملك فيصل الثاني، طابع قيمة 20 فلس، طبعة اضافية "الجمهورية العراقية" إصدار 1948

## فترة الجمهورية العراقية

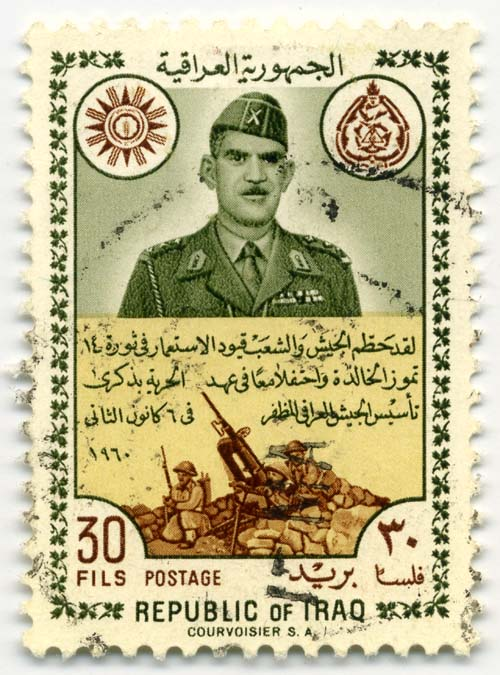
طابع بريدي عام 1960 يصور عبد الكريم قاسم.

فترة حكومة عبد الكريم قاسم عرفت بإصدار الطوابع التذكارية، العديد منها يصور الرئيس عبد الكريم قاسم كقائد. لاحقا، ظهر رؤساء آخرون ولكن ليس بصورة متكررة، وظهر صدام حسين أول مرة في طابع بريد سنة 1976 حين كان نائباً لمجلس قيادة الثورة، وظهر في منتصف عقد الثمانينات في طوابع عراقية عديدة.

## فترة ما بعد صدام
أدى غزو العراق واحتلاله سنة 2003 إلى وقف برنامج الطوابع بصورة مفاجئة، آخر طابع صدرَ في 5 شباط/فبراير 2003 في عهد الرئيس صدام، كان تصويراً لجامعة النهرين. وكان مخطط إصدار إثنان آخران، «وسائل نقل قديمة» و«صناعات شعبية» وشرعَ التحضيرُ للتجربة الطباعية لهما، لكن أعمال الطباعة حُطّمت أثناء عملية النهب بعد الاحتلال الأمريكي للعراق سنة 2003، إلا أن بناية البريد لم تُهدم، وُحفظت التجربة الطباعية، وفي 10 كانون الثاني 2004 أعلن وزير الاتصالات حيدر العبادي عن إصدار أول طابع بعد إسقاط نظام صدام. سلسلة «وسائط النقل القديمة» خمس طوابع بصور مختلفة من تصميم ضرغام الجاسم طبعت في مطابع النهرين في بغداد، بفئة 50 دينارً عراقياً و100 دينار، و250 و500 و5000، ولقد طبعت مليون نسخة لكل فئة.

## اقرأ أيضًَا
- قائمة شخصيات ظهرت على طوابع البريد العراقية
- طابع عسكري
- طابع الملصق
- طابع مؤقت
- طابع سكك حديدية